# سوگا نو امیشی
سوگا نو امیشی (به ژاپنی: 蘇我 蝦夷 Soga no Emishi); ۱ ژانویهٔ ۰۵۸۶ – ۱۱ ژوئیهٔ ۰۶۴۵) پسر سوگا نو اوماکو، سیاستمدار در دوره یاماتو اهل ژاپن و پدر سوگا نو ایروکا بود.
بر اساس نیهون شوکی، از پایان سلطنت ملکه سویکو تا زمان ملکه کوگیوکو، امیشی در دربار نفوذ داشت. پس از مرگ ملکه سویکو، امیشی با استناد به وصیت ملکه سویکو، موفق شد شاهزاده تامورا را به عنوان امپراتور جومی بر تخت سلطنت بنشاند. اگرچه شاهزاده یاماشیرو یکی دیگر از کاندیداها بود، امیشی ساکایبه نو ماریس، عموی خود را که یاماشیرو را نامزد کرده بود، به قتل رساند و راه را برای فرد مورد علاقه خود هموار کرد. پس از تشخیص امپراتور جومی، امیشی از ملکه کوگیوکو حمایت کرد.
دختر او، سوگا نو تتسوکی نو ایراتسومه، همسر امپراتور جومی بود و یک دختر شاهزاده یاتا از امپراتور جومی به دنیا آورد.
در 10 ژوئیه 645، پسرش سوگا نو ایروکا توسط چهار نگهبان رشوه‌خوار کاخ و شاهزاده ناکا-نو-اوئه، در مراسمی درباری در حضور ملکه کوگیوکو  به قتل رسید. او که نتوانست ناامیدی خود را کنترل کند، تمام اقامتگاه خود را به آتش کشید و روز بعد خودکشی کرد و به این ترتیب نفوذ خاندان سوگا بر دربار امپراتوری برای همیشه پایان یافت.